# Claude Zidi
Claude Zidi (geboren 25 juli 1934) is een Franse filmregisseur en scenarist van films.  Hij is vooral bekend omwille van zijn burleske komedies.

## Biografie
Claude Zidi werd op 25 juli 1934 in Parijs geboren.  Zijn ouders zijn afkomstig van Algerije.  Zidi volgde een opleiding aan de "École Louis-Lumière" en studeerde in 1955 af.
Hij begon zijn carrière als cameraman en later als cinematografeur.  In 1971 besloot hij om regisseur en scenarist te worden.  Hij won voor de film "Les Ripoux" (Engelstalige naam: My new partner) de prijzen "César voor Beste film" en "César voor Beste regisseur".  

## Films als regisseur
| Jaar | Originele titel                  | Noten                                                         |
| ---- | -------------------------------- | ------------------------------------------------------------- |
| 1971 | Les Bidasses en folie            | met Les Charlots                                              |
| 1972 | Les Fous du stade                | met Les Charlots                                              |
| 1973 | Le grand bazar                   | met Les Charlots                                              |
| 1974 | Les Bidasses s'en vont en guerre | met Featuring Les Charlots                                    |
| 1974 | La Moutarde me monte au nez      |                                                               |
| 1975 | La Course à l'échalote           |                                                               |
| 1976 | L'aile ou la cuisse              | Prijs Golden Screen in 1978                                   |
| 1977 | L'Animal                         |                                                               |
| 1978 | La zizanie                       |                                                               |
| 1979 | Bête mais discipliné             |                                                               |
| 1980 | Les Sous-doués                   |                                                               |
| 1980 | Inspecteur la Bavure             |                                                               |
| 1982 | Les Sous-doués en vacances       |                                                               |
| 1983 | Banzaï                           |                                                               |
| 1984 | Les Ripoux                       | gewonnen: César voor Beste film en César voor Beste regisseur |
| 1985 | Les rois du gag                  |                                                               |
| 1987 | Association de Malfaiteurs       |                                                               |
| 1989 | Deux                             |                                                               |
| 1989 | Ripoux contre ripoux             |                                                               |
| 1991 | La Totale!                       |                                                               |
| 1993 | Profil bas                       |                                                               |
| 1994 | True Lies                        | Enkel het script                                              |
| 1997 | Arlette                          |                                                               |
| 1999 | Asterix & Obelix tegen Caesar    |                                                               |
| 2001 | La boîte                         |                                                               |
| 2003 | Ripoux 3                         |                                                               |

- Biblioteca Nacional de España: XX1536788
- Bibliothèque nationale de France: cb127598540 (data)
- Gemeinsame Normdatei: 137474199
- International Standard Name Identifier: 0000 0001 2281 1419
- Library of Congress Control Number: nr2002003427
- Nationale Bibliotheek van Tsjechië: jx20050506032
- Nationale Bibliotheek van Israël: 987007439728005171
- Nederlandse Thesaurus van Auteursnamen: 115736255
- Istituto Centrale per il Catalogo Unico: PUVV246600
- SNAC: w6th9cgp
- Système universitaire de documentation: 077722973
- Virtual International Authority File: 66591949
- WorldCat: E39PBJtRQbjFCbJgfM7CHf9hpP